# Gran Bagna
La Gran Bagna (3.070 m s.l.m.) è una montagna delle Alpi Cozie collocata lungo il confine tra l'Italia e la Francia. Fa parte del Gruppo della Rocca Bernauda.

## Caratteristiche
La montagna è una prima elevazione a sud-ovest del colle della Rho. La cresta poi continua con la Rocca Bernauda ed il gruppo dei Magi.

### Cartografia
- Cartografia ufficiale italiana dell'Istituto Geografico Militare (IGM) in scala 1:25.000 e 1:100.000, consultabile on line
- Cartografia ufficiale francese dell'Institut géographique national (IGN), consultabile online
- Istituto Geografico Centrale - Carta dei sentieri e dei rifugi scala 1:50.000 n. 1 Valli di Susa Chisone e Germanasca e 1:25.000 n. 104 Bardonecchia Monte Thabor Sauze d'Oulx